# Pantoporia subcurvata
Pantoporia subcurvata är en fjärilsart som beskrevs av Hans Fruhstorfer 1906. Pantoporia subcurvata ingår i släktet Pantoporia och familjen praktfjärilar. Inga underarter finns listade i Catalogue of Life.